# ピエール瀧
ピエール瀧（ピエールたき、1967年〈昭和42年〉4月8日 - ）は、日本のミュージシャン、タレント、作詞家、俳優、声優。テクノバンド・電気グルーヴのメンバー。本名は瀧 正則（たき まさのり）。血液型AB型。
2019年の1年間限定で、電気グルーヴの活動での芸名をウルトラの瀧（ウルトラのたき）に改名した。

## 略歴

### 生い立ち
静岡県静岡市（現:同市葵区）出身。高校時代までは野球部（5番・ファースト）の活動に日々打ち込む少年だった。甲子園に憧れたが叶わず、静岡県立静岡東高等学校3年だった1985年、入団テスト会場が甲子園という理由で阪神タイガースの入団テストを受けたこともある。ある日、友人の友人として知り合った石野卓球の部屋に往訪したとき石野から「お前が好きそうな曲があるから」と紹介され、再生演奏を聴いたニュー・オーダーの「ブルー・マンデー」に衝撃を受ける。因みに石野との初対面のとき、石野は赤いパンツ一丁で「よぉ!お前が瀧っての?」と言ったという。
高校卒業後に上京し、東洋公衆衛生学院の臨床検査技術学科に入学する（後に中退）。
その後、石野が結成するバンド「人生」（ナゴムレコード所属）に参加、主要メンバーとして活動。一時期「カッコつけるから」とクビにされたこともあったが、代わりに女装をした「瀧レモン」やバンドのおっかけとして参加している。
1989年「人生」解散後、映像制作会社に1年ほど就職し、後身バンドである電気グルーヴに参加する。
2019年11月18日、電気グルーヴの公式サイトで、新マネジメント会社として『macht inc.』に移籍したことを発表した。

### 電気グルーヴ以外の活動
「人生」時代には、同じメンバーだった若王子耳夫と「悲しい」というユニットを組んでいた事もある。また、大槻ケンヂのユニットである「まんが道」のステージに一時的に参加した事もあった。
1991年には瀧勝（たき まさる）の名義で演歌「人生」をリリース。瀧勝のプロデューサーは「犬」で、彼を引きつれ様々なプロモーションを行い、朝日放送（現：朝日放送テレビ）『おはよう朝日です』にも出演した。しかし、「人生」は売れず、瀧勝は当初の予定通り「犬に噛み殺されて死亡」ということになった。
その他、2003年には「ピエール瀧とベートーベン」（砂原良徳、ブラボー小松などが参加）を結成している。
旧知の仲である田中秀幸とのユニット「プリンストンガ」としてVJ活動を行っている。1995年にリリースした映像作品『メカノ』を田中と共同で制作。また、テレビ番組『Flyer TV』（フジテレビ）や『うたばん』（TBS）の映像効果も担当していた。
電気グルーヴ結成前後まで映像制作会社に勤めていた縁から、電気グルーヴの映像に関してのイニシアティブは基本的に瀧が取っている場合が多く、電気グルーヴの楽曲「VOLCANIC DRUMBEATS」や「ドリルキング社歌2001」、石野卓球の楽曲「STEREO NIGHTS」のPVの監督を務めたこともある。2002年には「県道スター」（SF Short Films収録）の監督を担当した。祖父は画家だが、瀧本人に絵心は全くないとのこと。
2001年には『学校へ行こう!』（TBS系）の企画でGOタリモ&ミニカレー「恋の400Mカレー」のプロデュースを行った。また、細川ふみえや篠原ともえ、PUFFYに詞を提供している。
プライベートでは草野球チーム「ピエール学園」（PL学園のもじりである）を率いており、選手には天久聖一やスチャダラパーのANIなどが参加している。主に西寺郷太やマキタスポーツ率いる野球チームと対戦を行っている。
不祥事（後述）から1年後の2020年4月にYouTubeチャンネル『ピエール瀧 YOUR RECOMMENDATIONS』を開設した。

### タレント、俳優として
音楽活動以外にタレント、俳優、声優、ナレーターとしてテレビ番組（ドラマ、バラエティからNHK語学番組の生徒役まで）・CM・映画・ゲーム（『SIREN2』等）などへ出演して一般にも知名度を上げる。
2000年代以降は特に俳優として邦画への起用が目立ち、年3本ほど出演作が続く。87歳老教諭、中年サラリーマン役、妹思いの兄役、やさしいお父さん役、頑固な職人役、冷徹な軍人役など、幅広い役柄をこなす。ベルギーの人形アニメ『Panic in the Village』の日本語吹き替えを担当した際は、一人で45役を演じた。また『ワイルドスピードX3 TOKYO DRIFT』ではガソリンスタンドの店員役にてハリウッド進出を果たすものの、出演シーンが丸々カットされるという憂き目に遇っている（ただし、DVD/Blu-ray特典の未公開映像には収録されている）。『凶悪』と『くじけないで』の演技で第38回報知映画賞助演男優賞を受賞し、『そして父になる』と合わせての3作品では第56回ブルーリボン賞助演男優賞を受賞するなど、2013年は演技での高評価が相次いだ。2015年のNHKのドラマ『64（ロクヨン）』では「昭和な顔」が決め手となり主演を務めた。瀧の演技は高評価され、同作は文化庁芸術祭大賞などを受賞した。一方、後述の事件で有罪判決を受けた際の映画ライターの証言によると、俳優としては演技派ではなく本人の味だけで勝負していたという。
2020年4月にはYouTubeにてチャンネル『ピエール瀧 YOUR RECOMMENDATIONS』を開設した。街の人からおすすめを訪ね、そのおすすめ通りに旅をする番組となっている。
その他、PlayStation用ゲームソフト『グルーヴ地獄V』、PlayStation Portable用ゲームソフト『バイトヘル2000』、PLAYSTATION3用ゲームソフト『The Last Guy』のプロデュース、漫画『虐殺! ハートフルカンパニー』『樹海少年ZOO1』原作（漫＄画太郎作画）、中目黒に静岡おでんの店「ホームラン」をオープンするなど、その活動の場は実に多岐に渡っている。
下記の不祥事によって、俳優業については降板などが相次いだが、2021年春、竹中直人、山田孝之、齊藤工の三人が共同制作した映画『ゾッキ』に出演し、俳優業を再開することが発表された。

## 人物

### 芸名について
「人生」在籍当時は「畳三郎」と名乗っていた。「人生」時代にも面白いからとの理由で「瀧三郎」や「瀧北京（パピヨンと読む）」などに改名させられていた。
電気グルーヴへの参加と同時に「ピエール畳」に改名し、「ジョルジュ・F・ピエール三世」を経て現在のピエール瀧へと変化。当時アメリカ人風の芸名が流行っていたのでフランス人風のピエールにしたとのこと。
現在の芸名に改名したきっかけは、レベッカのNOKKOと木暮武彦が1990年に結婚した際（1993年に離婚）のスポーツ新聞の記事の見出しが「NOKKO・SHAKE（木暮のバンドネーム） 結婚」という、一見すると一体何なのかわからないものだったことから、自分の「畳」という名前にも疑問を抱いたため。
その後は「ポンチョ瀧」に改名すると宣言したり（実際には改名せず）、2007年11月に月末までの期限つきで「ピエルー瀧」に改名するとラジオで発言したりと度々自身の芸名で遊んでいる。
2017年、石野が「ウルトラの瀧」に改名させる案を出し、2019年の1年間限定で電気グルーヴの活動において「ウルトラの瀧」に改名した。自身がパーソナリティを務めているラジオ番組「たまむすび」でもウルトラの瀧として出演していた。

### 楽器の弾けないミュージシャンについて
「人生」在籍当時より「楽器の弾けないミュージシャン」を公言しており、公式プロフィール上の彼の担当パートは「TAKI」と表記されている。
「人生」では殿様やドラえもんの衣装でステージに登場し、踊りながら他メンバーとコーラスを担当。続けて電気グルーヴでも富士山やケンタウロスの着ぐるみを着てパフォーマンスを行っていた。電気グルーヴがドイツでライブを行った際、ケンタウロス姿で踊る瀧の姿が地元の新聞の一面を飾った事もあった。
また、演奏と称して綿菓子を作る、手作りピザを回す、ろくろを回して陶芸作品を作る、ポップコーンを調理、生きた鶏を会場に放す（そして捕まえる）などの行為を行っていた。
しかしながら、実際には作詞の多くを石野とともに手がけ、コンセプトの面ばかりでなく音楽面においても非常に重要なポジションを担っている。サンプラー、シンセサイザーも所持しており、楽曲制作の実績もある。実際、バンドがインスト物に傾倒していた1993年頃はライブでもROLAND VP-330が瀧の前にセットされ、演奏を行っている。
また、ターンテーブル購入は石野よりも早く（なぜか一台だけ）、かつてはDJ活動も行っていた。

## 不祥事
2019年3月12日夜、コカイン（麻薬）を使用したとして厚生労働省関東信越厚生局麻薬取締部に麻薬取締法違反容疑で逮捕された。報道によると瀧は「ストレス解消のために使った」と容疑を認めており、また「20代のころからコカインや大麻を使用していた」とも述べた。
4月2日、東京地方検察庁により麻薬取締法違反の罪で起訴される。同日、所属事務所ソニー・ミュージックアーティスツとのマネジメント契約を解除された。同月3日、弁護人が東京地方裁判所に保釈を請求。翌4日、保釈が認められ、同日夜、勾留先の警視庁東京湾岸警察署から保釈された。保釈保証金は400万円。
6月5日、東京地裁で初公判が行われ、瀧は起訴内容を認めた。検察側は懲役1年6カ月を求刑、弁護側は執行猶予付き判決を求めて、即日結審した。6月18日の判決公判で、懲役1年6カ月、執行猶予3年の有罪判決を受ける。

### 影響
ミュージシャンや俳優など多岐にわたり活躍していたことから、この逮捕は各方面に影響を与えており、被害総額は30億円に上るとされている。
以下に各番組等の対応を列挙する。
1. ピエール瀧のしょんないTV：瀧の冠番組だったが、3月15日に打ち切りが発表された[41]。
2. いだてん〜東京オリムピック噺〜：黒坂辛作役で出演していたが降板となり、3月16日再放送分では出演シーンをカットして対処。後に代役として三宅弘城が起用され[42][43]、過去の出演分も含めて全て再撮影が行われた[44]。
3. あまちゃん総集編：三陸鉄道リアス線の開業を受けて3月17日に前編、24日に後編の再放送がNHK BSプレミアムで予定されていたが、このうち瀧が出演する後編については放送中止となり、別番組に差し替えとなった[45]。
4. ALWAYS 続・三丁目の夕日・ALWAYS 三丁目の夕日'64：それぞれ3月16日・23日にNHK BSプレミアムで放送予定だったが中止、別番組へ差し替え[46]。
5. アウトレイジ 最終章：4月1日にテレビ東京での放送が予定されていたが、中止される[47]。
6. ゲンバビト：3月中の放送の休止を発表し、「旅ずきんちゃんSP」に差し替え[48]。3月19日に番組打ち切りが発表された[49]。
7. アナと雪の女王：日本語吹き替え版にオラフ役で出演。続編の『アナと雪の女王2』にも続投予定だったが降板となった[50]。後任キャストには声優の武内駿輔が起用され、過去の関連作品や、新作となる『2』などは武内が新規に吹き替えたものが使用される[51][52]。
8. 居眠り磐音：宍戸文六を演じていたが降板。瀧の出演シーンは奥田瑛二を代役に起用し再撮影された[53][54]。
9. 電気グルーヴ30周年“ウルトラのツアー”：3月15・16日に予定されていたZepp Tokyo公演が中止となった[55]。
10. ARABAKI ROCK FEST.：4月28日に電気グルーヴとして出演が予定されていたが、キャンセル[56]。その後、同日に石野卓球のソロでの出演が発表された[57]。
11. フジロックフェスティバル：7月28日に電気グルーヴとして出演が予定されていたが、キャンセル[58]。その後、同日に石野卓球のソロでの出演が発表された[59]。
12. LIXIL：瀧の出演CMを放送していたが、放映を中止した上でWebなどからも削除[60]。
13. たまむすび：毎週木曜日にレギュラー出演していたが、降板。当面は他曜日の出演者が代理を務めるとし[61]、事件直後の3月14日はカンニング竹山が出演した[62]。8月8日からの後任はRAG FAIRの土屋礼央[63]。
14. JUDGE EYES:死神の遺言：瀧が出演者の1人だったが、3月13日以降販売がメーカー側より販売の自粛、公式サイトが公開停止[64]。その後田中美央を代役に立て、瀧をモデルにしたキャラクターの3Dモデル、および音声を差し替えたものが発売。欧米版は6月25日、日本向け新価格版（廉価版）は7月18日に発売された[65]。
15. 世界の国境を歩いてみたら…：瀧がナレーションを担当していたが降板。3月18日放送分以降は声優の田中秀幸がナレーションを担当[66]。

これ以外にも、NHKオンデマンドにおける過去出演作の配信停止、サントリーのWeb動画削除、電気グルーヴのCD回収などの対応がとられた。ただし、瀧が出演していた映像作品のうち、映画『麻雀放浪記2020』、『宮本から君へ』、『引っ越し大名!』、ウェブドラマ『全裸監督』については、代役による撮り直しなどを行わず予定通り公開されることになった。またその他にも映画『ロマンスドール』は事件発覚後、製作委員会は対応について協議を重ねた上で、公開を希望する声を多数受けた事から、当初の公開予定時期から延期はしたものの再撮影を行なわず2020年1月に公開となった。
事件の影響で電気グルーヴの作品が回収となったことに対し、それに対しての反対署名6万4000人分の署名がソニー・ミュージックレーベルズに対して提出された。その後、2020年の6月に電気グルーヴの楽曲配信が再開された。

## 受賞歴
- 第38回報知映画賞助演男優賞（2013年、『凶悪』『くじけないで』）
- 第37回日本アカデミー賞優秀助演男優賞（2013年、『凶悪』）[76]
- 第68回毎日映画コンクール男優助演賞（2013年、『凶悪』）
- 第56回ブルーリボン賞助演男優賞（2013年、『そして父になる』『凶悪』『くじけないで』）
- 第27回東京スポーツ映画大賞助演男優賞（2017年、『アウトレイジ 最終章』）[77]

## ディスコグラフィー
- 人生（1991年8月23日） - 瀧勝 名義
- まるちゃんの静岡音頭（2013年7月17日）

## 出演

### 映画
- HAPPY PEOPLE/ハッピー・ピープル（1997年、セアリズ）
- SF サムライ・フィクション（1998年、シネカノン）
- episode 2002 Stereo Future（2000年、東北新社）
- RED SHADOW 赤影（2001年、東映）
- 月の砂漠（2004年、レントラックジャパン）
- DRIVE ドライブ（2001年、日本ヘラルド映画）
- SF Short Films（2002年、ギャガ・コミュニケーションズ） - 出演、監督
- 1980（イチキューハチマル）（2003年、東京テアトル）
- アイデン&ティティ（2003年、東北新社）
- 手を握る泥棒の物語（2004年、ブロードバンド映画）
- 漫☆画太郎SHOW ババアゾーン（他）（2004年、メディア・スーツ）
- ローレライ（2005年、東宝） - 田口徳太郎 役
- リンダ リンダ リンダ（2005年、ビターズ・エンド） - カメオ出演
- ALWAYS 三丁目の夕日（2005年、東宝） - 氷屋 役
  - ALWAYS 続・三丁目の夕日（2007年）
  - ALWAYS 三丁目の夕日'64（2012年）
- 日本沈没（2006年、東宝）
- ゆれる（2006年、シネカノン）
- 虹の女神（2006年、東宝）
- 恋するマドリ（2007年）
- ワルボロ（2007年、東映）
- グミ・チョコレート・パイン（2007年）※電気グルーヴとしてED曲も担当
- ユメ十夜 - オムニバス形式の映画で9話目（第九夜）に登場。
- 犬と私の10の約束（2008年）
- 隠し砦の三悪人 THE LAST PRINCESS（2008年）
- 百万円と苦虫女（2008年）
- ブタがいた教室（2008年）
- ぼくはうみがみたくなりました（2009年8月公開）
- 少年メリケンサック（2009年）
- 長髪大怪獣ゲハラ（2009年）
- わたし出すわ（2009年）
- 落語物語（2010年）（第3回したまちコメディ映画祭in台東にて上映）
- モテキ（2011年、東宝） - 本人 役
- はやぶさ 遥かなる帰還（2012年）
- 僕達急行 A列車で行こう（2012年） - 筑後雅也 役
- ぱいかじ南海作戦（2012年7月14日） - マンボさん役
- のぼうの城（2012年） - 留 役
- 凶悪（2013年） - 須藤純次 役
- そして父になる（2013年）
- くじけないで（2013年）- 藤巻 役
- アナと雪の女王（2014年）-オラフ役
- 寄生獣 完結編（2015年4月25日、東宝） - 三木 役
- 進撃の巨人 ATTACK ON TITAN（2015年8月、東宝） - ソウダ 役
  - 進撃の巨人 ATTACK ON TITAN エンド オブ ザ ワールド（2015年9月、東宝） - ソウダ 役
- の・ようなもの のようなもの（2016年1月16日、松竹） - 渡辺孝太郎 役
- 珍遊記（2016年2月27日） - 変身前の山田太郎 役
- エヴェレスト 神々の山嶺（2016年3月12日、東宝） - 宮川 役[78]
- 日本で一番悪い奴ら（2016年6月25日） - 村井 役[79]
- シン・ゴジラ（2016年7月29日、東宝） - 西郷隊長（自衛隊員） 役[80][2]
- 怒り（2016年9月17日、東宝） - 南条邦久 役[81]
- 海賊とよばれた男（2016年12月10日、東宝） - 藤本壮平 役[82]
- アウトレイジ 最終章（2017年10月7日、ワーナー・ブラザース映画） - 花菱会 花田和弘 役[83]
- サニー/32（2018年2月17日、日活） - 柏原 役
- 孤狼の血（2018年5月12日、東映） - 瀧井銀次 役
- 麻雀放浪記2020（2019年4月5日、東映） - 杜 役
- 引っ越し大名!（2019年8月30日、松竹） - 北尾俊蔵 役
- 宮本から君へ（2019年9月27日、スターサンズ・KADOKAWA） - 真淵敬三 役[69]
- ロマンスドール（2020年1月24日、KADOKAWA） - 久保田薫 役
- ゾッキ（2021年4月2日、イオンエンターテイメント） - 漁師の定男 役
- 福田村事件（2023年9月1日、太秦） - 砂田伸次朗 役[84]
- マリの話（2023年12月8日、ドゥヴィネット） - 杉田 役[85]
- 水平線（2024年3月1日、マジックアワー） - 主演・井口真吾 役[86]
- 宝島（2025年9月19日公開予定、東映 / ソニー・ピクチャーズ エンタテインメント） - 喜舎場 役[87]

### ウェブ映画
- 新幹線大爆破（2025年4月23日、Netflix） - 古賀勝利 役[88]

### テレビドラマ
- カケオチのススメ（1995年、テレビ朝日）
- 木更津キャッツアイ（2002年、TBS） - シガニー小池 役
- 私立探偵 濱マイク（2002年、日本テレビ）
- 人類滅亡と13のコント集（2004年、日本テレビ）
- 東京タワー 〜オカンとボクと、時々、オトン〜（2007年、フジテレビ）
- おじいさん先生（2007年、日本テレビ） - 主演・おじいさん先生 役（初主演）
- 大河ドラマ（NHK総合）
  - 龍馬伝（2010年） - 溝渕広之丞 役
  - 軍師官兵衛（2014年） - 蜂須賀小六 役
  - いだてん〜東京オリムピック噺〜（2019年） - 黒坂辛作 役[89]
- SOIL（2010年、WOWOW）
- 連続テレビ小説（NHK総合）
  - おひさま（2011年上半期） - 中村先生 役
  - あまちゃん（2013年上半期） - 梅頭 役 （なお、無頼鮨のシーンに登場する寿司はすべて瀧本人が握っている）
  - とと姉ちゃん（2016年上半期） - 森田宗吉 役
- 探訪 巨大ターミナル（2013年9月28日、NHK BSプレミアム） - 本人 役 ※VTRドキュメント+ドラマ
- 土曜ドラマ（NHK総合）
  - 55歳からのハローライフ（2014年） - 駒野 役
  - 64（ロクヨン）（2015年4月） - 主演・三上義信 役[90]
  - トットてれび（2016年6月18日）- カメラマン 役（最終話）
- 怪奇恋愛作戦（2015年1 - 3月期 テレビ東京系） - ゲスト・悪魔ブイヨン 役（声の出演）
- きんぴか（2016年2月13日 - 3月12日、WOWOW） - 大河原勲 役[91]
- 陸王（2017年、TBS） - 小原賢治 役

### ウェブドラマ
- 全裸監督（2019年8月全話配信、Netflix） - レンタルビデオチェーンの社長 役（4、5、7話）
- 全裸監督2（2021年6月24日 全話配信、Netflix） - 和田篤 役
- サンクチュアリ -聖域-（2023年5月4日配信、Netflix） - 猿将親方 役[92][93]
- 忍びの家 House of Ninjas（2024年2月15日、Netflix） - 尾身善助 役[94]
- 地面師たち（2024年7月25日 - 、Netflix） - 後藤 役[95]
- HEART ATTACK（2025年3月20日、FOD） - 浮き足おじさん 役[96]

### バラエティ番組

#### 現在
- （無し）

#### 過去
- モグラネグラ・瀧正則アワー なかよし学級（1993年 - 1994年、テレビ東京）
- ポンキッキーズ（1994年 - 1999年、フジテレビ系）
- Sim-TV2 グローバル・クリスマス（1994年、NHK BS2）
- ゲームカタログII（1995年 - 1998年、テレビ朝日系）
- ここにシャチあり!（1996年、中京テレビ・日本テレビ系）
- ゲームの惑星（1997年 - 1998年、毎日放送）
- GO! GO! ピンカの大冒険（1997年 - 1998年、フジテレビ）
- Flyer TV（1998年、フジテレビ）
- マタハリ（1999年 - 2000年、スペースシャワーTV）
- 少年頭脳カトリ（1999年、フジテレビ系）
- ココリコミラクルタイプ（2001年 - 2007年、フジテレビ系） - 人形キャラクター「ミラクルさん」の声
- お叱り!丸刈りーた → MARU,GARITA（2002年 - 2004年、テレビ東京）
- MOVA!（テレビ東京）
- ドーデカス（2004年 - 2006年、スペースシャワーTV）
- 天才ビットくん（2005年 - 2006年、NHK教育） - ドラマパートのへの出演のほか、同枠内で放送されるアニメ作品「おでんくん」でも「ジャガー」の声を担当
- 日経スペシャル カンブリア宮殿（2006年、テレビ東京） - ナレーション
- マチャミナイト ガチンコ視聴率バトル私がPだ!（2006年、テレビ朝日） - 1クールMC
- Oxala!（2006年、スペースシャワーTV） - 森山直太朗と共に木曜日を担当
- いけいけ!ガッチャピン（2006年 - 2007年、BSフジ） - ピエールカッツェ 役
- ピエール靖子〜企画でわかる脳タイプ〜（2007年1月 - 3月、テレビ大阪）
- テレビゲラッチョ!（2007年、スペースシャワーTV）
- ほぼ1（2007年 - 2010年、東京MXテレビ）
- さんぷんまる（2008年 - 2009年、NHK総合）
- わたしのきもち（2008年 - 2010年、NHK教育） - 「かおじゃんけん」コーナー担当
- きょうから英会話（2007年4月 - 2008年3月、2008年10月 - ?、NHK教育） - 生徒 役
- 宇宙でイチバン逢いたい人（2008年 ‐ 2009年、日本テレビ）
- 伝説のクソゲー大決戦（2008年11月、MONDO21）
- 新 伝説のクソゲー大決戦（2009年11月 - 2010年4月、MONDO21）
- 週末YY JUMPing（2010年10月 - 2011年3月、テレビ東京） - ナレーション（レトロボ）
- 課外授業 ようこそ先輩『"人生はカーニバル!〜ミュージシャン・ピエール瀧〜"』（2011年2月20日、NHK総合）
- 1番ソングSHOW（2011年10月19日 - 2014年7月2日、日本テレビ） - ナレーション
- ドキュメント72時間「湘南・海を見つめる理由」（2014年7月18日、NHK総合） - ナレーション
- イキモノ日本紀行（2012年1月 - 2013年3月、ひかりTV）
- 歴史発見 城下町へ行こう!（2012年4月11日 - 2014年3月26日、BS朝日） - ナビゲーター
  - 城下町へ行こう!織田信長の野望スペシャル（2014年5月11日、BS朝日） - ナビゲーター
  - 城下町へ行こう!復活2時間スペシャル（2016年12月4日、BS朝日） - ナビゲーター
- run for money 逃走中（2012年4月8日、2013年9月29日、フジテレビ）
- れんまん!（2012年8月19日 - 、NHK総合） - 司会
- 玉瀧光（2013年5月 - 8月、ひかりTV）
- 三村&有吉特番（2014年1月9日・3月28日、テレビ朝日）
- どぅんつくぱ〜音楽の時間〜（2014年10月 - 12月、フジテレビ[注釈 8]）
- 東京天罰団 〜それを言っちゃあオシマイよ〜（2014年10月27日、日本テレビ） - 悪魔の組織「東京天罰団」団長 役
- ヤーヌス（2015年10月 - 2016年4月、テレビ朝日系列）[97]
- ファミリーヒストリー「70年ぶりに発見 祖父が描いた虎の絵」（2016年1月22日、NHK総合）
- ピエール瀧のしょんないTV（2010年10月 - 2019年3月、静岡朝日テレビ）
- 人生最高レストラン（2017年1月 - 2019年3月、TBS） - 常連客
- ゲンバビト（2018年4月1日 - 2019年3月、CBCテレビ制作、TBS系列） - ナビゲーター[98]
- 世界の国境を歩いてみたら…（2018年4月6日 - 2019年3月、BS11） - ナレーター

### ラジオ
- 小島慶子 キラ☆キラ（2009年3月 - 2012年3月、TBSラジオ） - 木曜日担当パートナー
- たまむすび（2012年4月 - 2019年3月、TBSラジオ） - 木曜日担当パートナー
- ピートのふしぎなガレージ（2013年4月 - 2019年3月、TOKYO FM） - エヌ博士役

### テレビアニメ
- おでんくん（2005年 - 2009年、NHK教育） - ジャガー 役
- カレーの国のコバ〜ル（2004年、キッズステーション） - ナーンダ 役
- 墓場鬼太郎（2008年、フジテレビ） - 重井 役（電気グルーヴとしてメインテーマや挿入歌を担当）
- おはよう忍者隊ガッチャマン（2012年 - 2013年、日本テレビ） - ブラックバード隊長 役
- がんばれ!おでんくん（2013年 - 2014年、朝日放送 他） - ジャガー 役

### 劇場アニメ
- 紙兎ロペ 映画版（2011年、東宝、フジテレビ） - ロペの父親 役
- ホウセンカ（2025年秋公開予定、ポニーキャニオン） - ホウセンカ 役[99]

### Webアニメ
- スーパー・クルックス（2021年、Netflix） - グラディエーター 役[100]

### ゲーム
- SIREN2（2006年2月9日、ソニー・コンピュータエンタテインメント） - 三沢岳明 役
- JUDGE EYES:死神の遺言（2018年12月13日、セガゲームス） - 羽村京平 役[101]
- キングダム ハーツIII（2019年1月25日、スクウェア・エニックス） - オラフ 役

### 吹き替え
- レックス・ザ・ラント（2001年、WOWOW） - アーサー・ミーゴ 役
- パニック・イン・ザ・ヴィレッジ（2007年） - 日本語吹替えで全45役を担当
- アナと雪の女王（2014年3月14日、ウォルト・ディズニー・スタジオ・ジャパン） - オラフ 役
  - オラフのアドバイス（2014年 - ウォルト・ディズニー・スタジオ・ジャパン） - オラフ・ナレーション 役
  - アナと雪の女王 エルサのサプライズ（2015年4月25日、ウォルト・ディズニー・スタジオ・ジャパン） - オラフ 役
  - ちいさなプリンセス ソフィア（2016年6月18日、ウォルト・ディズニー・スタジオ・ジャパン） - オラフ 役
- KUBO/クボ 二本の弦の秘密（2017年11月18日、ギャガ） - クワガタ 役[102]
- アナと雪の女王のすべて（2014年） - ナレーション

### 舞台
- シティボーイズミックス PRESENTS 「オペレッタ ロータスとピエーレ」（2008年）

### CM・広告
- ロッテ「セパ」（1995年） - ナレーション
- タイ国際航空（1996年） - ナレーション
- ソニー・コンピュータエンタテインメント「PlayStation」（1996年）
- 資生堂「UNO」（1998年） - ナレーション
- ベネッセコーポレーション「チャレンジ一年生」（1998年） - ナレーション
- 味の素
  - 「Cook Do」（1999年） - ナレーション
  - 「おかずごはん」（2016年 - ） - 父親 役
- 大塚製薬「ポカリスエット」“Summer Jump”篇（1999年） - ナレーション
- ローソン「Loppi」（2000年） - ナレーション
- ジョンソン・エンド・ジョンソン「アキュビュー」（2000年） - ナレーション
- パルコ「企業広告」（2000年） - ナレーション
- 武田薬品工業「アリナミン7」（2001年） - ナレーション
- トヨタ自動車「ワン・モア・ドリームキャンペーン“ミニバン”篇」（2002年）
- 東京三菱銀行（現：三菱UFJ銀行）「キャッシュワン」（2002年） - ナレーション
- NTT「タウンページ」（2005年） - ペーイチ（なぎら健壱）の弟、ページ 役
- ケンタッキーフライドチキン「スノーマンブランケットつきパック“スノーマンパパ”篇」（2005年） - パパ 役
- 東京ガス「ピピッとコンロ“信長”篇」（2006年 - 2007年）
- サントリー「フラバン茶」（2007年） - 主演・歌
- 東京ガス「ガスパッチョ!ライフバル・点検信長」（2009年） - 織田信長 役
- JR東日本「Suica」（2009年） - ナレーション
- サントリー「BOSSシルキーブラック」（2009年 - ） - シルキーブラックオーケストラの楽団員・鉄琴人間 役
- P&G「ファブリーズ」（2009年 - 2012年） - 父親 役
- UNIQLO「ウルトラライトダウン」（2011年）
- ヤマサ「昆布つゆ白だし」（2012年）
- So-net So-net NURO（2013年） - デビルマン 役
- サントリー「サントリー角瓶」（2014年） - 馴染みの客 役
- サーティワンアイスクリーム（2014年）
- 日本生命「人生列車「約束」篇」（2015年） - 車掌 役
- WOWOW（2015年 - ）[103]
- 味の素「Cook Do おかずごはん アジアン鶏飯」（2015年）[104]
- 吉野家「麦とろ牛皿御膳」（2016年）[105]
- LIXIL「リクシルのトイレ INAX」（2016年8月 - 2019年3月）
- エミライ 「イヤホンブランドNoble Audio」“FALCON ”（2020年10月 - ）※ナビゲーション、web広告[106][107]

### その他
- 東京ディズニーランド 『フローズンファンタジー・グリーティング』 （2015年 - ） - オラフ 役
- ディズニー・オン・アイス「アメイジング アニバーサリー（日本公演30周年記念）」（2015年） - オラフ 役
- バンダイナムコエンターテインメント「ディズニー マジックキャッスル マイ・ハッピー・ライフ2」（2015年） - オラフ 役
- 東京ディズニーランド「ディズニー・クリスマス・ストーリーズ」（2015年 - ） - オラフ 役
- 東京ディズニーランド「フローズンファンタジー・パレード」（2016年） - オラフ 役

## 書籍
- 2003―飯野賢治対談集（1999年、ソニーマガジン） ISBN 978-4789713597
- ピエール瀧 屁で空中ウクライナ（2001年、太田出版）ISBN 4-87233-619-4
- ポエム番長（2006年、サンクチュアリ・パブリッシング）ISBN 4-86113-012-3 - 解説コメント
- 樹海少年ZOO1（2001年 - 2003年、秋田書店少年チャンピオン・コミックス（全9巻）） - 漫画原作（作画・漫☆画太郎、週刊少年チャンピオン連載）
- 虐殺! ハートフルカンパニー（2012年、太田出版） - 漫画原作（作画・漫☆画太郎、コミックバウンド（エニックス）にて2000年に連載）
- ピエール瀧の23区23時（2012年、産業編集センター）

## 映像作品
- メカノ（1995年） - 田中秀幸とのタッグで製作したアニメ作品。VHSのみ
- ノモビデオ（2000年） - 電気グルーヴのPV集。ソロ作「ピエール瀧の体操30歳」を収録。
- “究極ホ乳類ニシイ”vol.1 COMIC牙コミックス（2003年）ソロ作「ピエール瀧の体操36歳」を収録。
- 県道スター（2003年） - 『SF Short Films』内の短編作品。
- COMIC牙DELUXE/Pierre Taki&BEETHOVEN LIVE at LIQUIDROOM（2004年）
- 第2回全日本コール選手権 with ピエール瀧（2007年）
- ピエール靖子〜企画でわかる脳タイプ〜 金脳編・銀脳編・銅脳編・プラチナ脳編（2007年）
- おじいさん先生 熱闘篇（2007年）
- CLIMAX（2009年）
- ノモビデオDVD（2009年） - 2000年発売の同名ビデオをDVD化。ボーナストラックとして「メカノ」を収録。
- 電気グルーヴのゴールデンクリップス〜Stocktaking（2011年） - ピエール瀧が作成したPVを収録。

## ゲームソフトプロデュース
- グルーヴ地獄V（1998年 PlayStation用ソフト ソニー・ミュージックエンタテインメント）
- バイトヘル2000（2005年 PlayStation Portable用ソフト ソニー・ミュージックエンタテインメント）
- The Last Guy（2008年 PLAYSTATION 3用ダウンロードソフト ソニー・コンピュータエンタテインメント）
- The Last Guy（2009年 PLAYSTATION 3用パッケージソフト ソニー・コンピュータエンタテインメント)

## 連載
- POPEYE Web「家の猫の話」（2021年3月 - 、マガジンハウス） - 飼い猫についてのエッセイ[108]
- 散歩の達人「ピエール瀧が行く フリーでファンタスティックなファンキー！公園」（2023年2月 - 、交通新聞社）